# カット・スロート・シティ
『カット・スロート・シティ』（原題：Cut Throat City）は2020年に公開されたアメリカ合衆国のアクション映画である。監督はRZA、主演はシャメイク・ムーアが務めた。

## 概略
ハリケーン・カトリーナが去った直後のルイジアナ州ニューオーリンズ。4人の若者たちは生活再建の見通しが立たない状況に絶望し、犯罪の道に走った。手始めに、4人は地元のカジノから金を強奪することにしたが、その計画は失敗に終わってしまい、警察とマフィアの双方から追われる身となった。

## キャスト
- シャメイク・ムーア - ブリンク
- T.I. - バス
- ディミートリアス・シップ・Jr - ミラクル
- カット・グレアム - デミーラ
- テレンス・ハワード - セイント
- ウェズリー・スナイプス - ローレンス
- エイザ・ゴンザレス - ルシンダ・ヴァレンシア
- ジョエル・デヴィッド・ムーア - ピーター・フェルトン
- ロブ・モーガン - コートニー
- キーアン・ジョンソン - ジュニア
- デンゼル・ウィッテカー - アンドレ
- イザイア・ワシントン - シンクレア・スチュワート
- サム・デイリー - オマリー
- イーサン・ホーク - ジャクソン・シムズ

## 製作・音楽
2017年12月14日、テレンス・ハワード、ウェズリー・スナイプス、シャメイク・ムーア、T.I.、エイザ・ゴンザレス、カット・グレアム、ジョエル・デヴィッド・ムーア、キーアン・ジョンソン、ロブ・モーガン、デンゼル・ウィッテカー、イザイア・ワシントンがRZA監督の新作映画に出演することになったと報じられた。15日、サム・デイリーの起用が発表された。同月、本作の主要撮影がルイジアナ州のニューオーリンズで始まった。2018年12月4日、イーサン・ホークがキャスト入りした。
2020年2月5日、ダーニ・ハリソンとポール・ヒックスが本作で使用される楽曲を手掛けるとの報道があった。8月21日、36チャンバーズが本作のサウンドトラックを発売した。

## マーケティング・興行収入
2018年6月25日、ウェル・ゴー・USAエンターテインメントが本作の全米配給権を購入したと報じられた。2020年2月13日、本作のオフィシャル・トレイラーが公開された。8月21日、本作は全米389館で封切られ、公開初週末に24万3379ドルを稼ぎ出し、週末興行収入ランキング初登場5位となった。
本作は2020年3月14日にサウス・バイ・サウスウェストでプレミア上映される予定だったが、新型コロナウイルスの流行が拡大したことを受けて、映画祭自体が延期となった。また、同様の理由で、本作の全米公開日も2020年4月10日から同年7月17日→7月31日→8月21日と延期された。